# Саархёльцбах

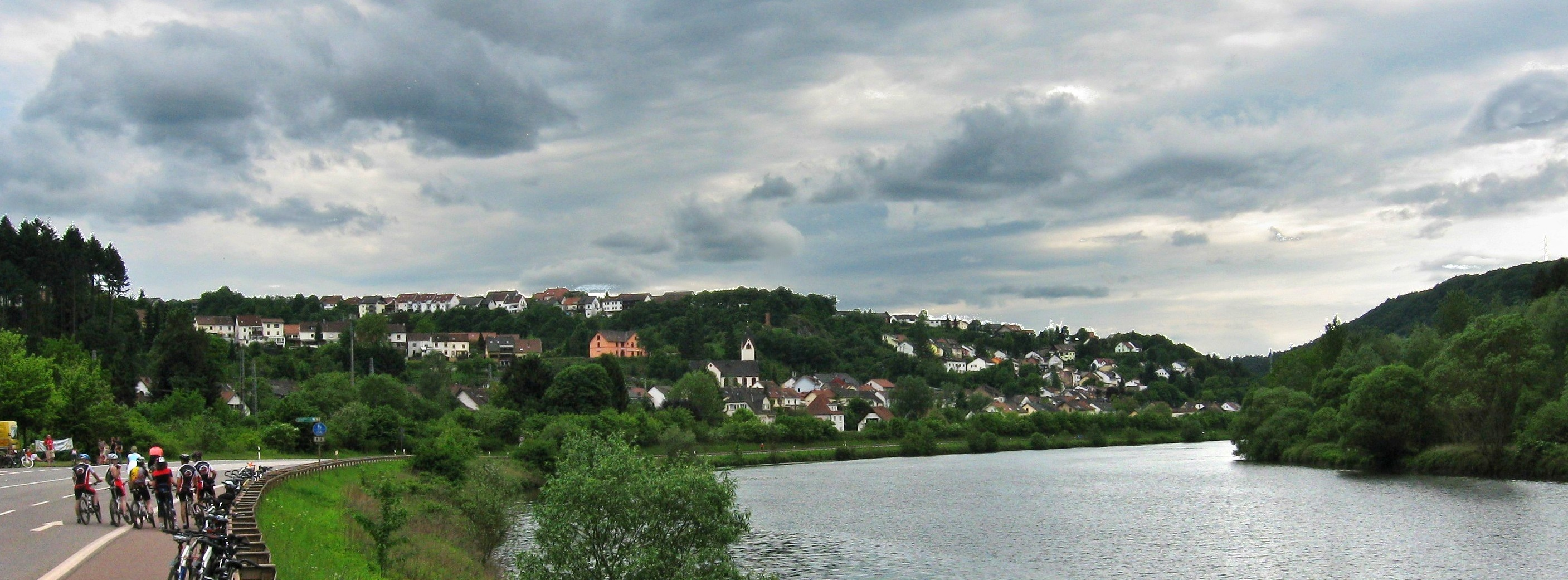
Вид из Саара

Саархёльцбах — часть общины Метлах в земле Саар (район Мерциг-Вадерн, природный парк Саар-Хунсрюк, рядом с рекой Саар), имеющий 1749 жителей (на март 2005 года). Он занимает площадь 13,12 км², из которой 40% составляют леса. Высота над уровнем моря: 154—510 метров. Со времён территориальной и административной реформы в 1974 году Саархёльцбах принадлежит муниципалитету Метлах как район, до это будучи независимым.

## История

Герб бывшего муниципалитета Саархёльцбах

Впервые город упоминается в капитулярие Карла Великого от 802 года под названием Хюльцбах. В 1250 году упоминается как Саархюльцбах. С 1650 года в документах упоминается под современным названием. После Тридцатилетней войны там жило восемь семей. 13 августа 1846 года город был уничтожен пожаром. Различные археологические памятники указывают на население местности ещё с галло-римских времён. Первоначально был деревней, где занимались сельским и лесным хозяйством. С появлением керамической промышленности (Villeroy & Boch) он стал типичным рабочим посёлком. К структурным изменениям в последние годы, ориентированным на Саархёльцбах, относится появление жилых общин. Кроме того, всё большее значение приобретает туризм.

## Архитектурные памятники и достопримечательности
Саархёльцбах расположен в непосредственной близости от Петли Саара.
- Приходская церковь.
- Военный мемориал павшим в Мировой войне приблизительно в 100 метрах в глубине ущелья.
- Пограничный камень в священном саду с 1779 года.
- Обзорные пункты Пфарргартен, Тойфельсхорнштайн и Кройцкупп.
- Биннессенфест.
- Карнавальные шествия.
- Молодёжный центр Саархёльцбах, в 2007 году открытый недалеко от торгового зала в старом здании школы.

## Транспорт
По правому берегу Саара работает дорога Bundesstraße 51. В посёлке есть железнодорожная станция Саархёльцбах, находящаяся на железнодорожной линии Саарштрекке.

## Политика
Районный совет состоит из девяти членов: пять принадлежат СДПГ, четыре — ХДСГ. Председателем совета является Карстен Виманн из СДПГ.